# Brocchinia reducta
Brocchinia reducta ist eine Pflanzenart aus der Gattung Brocchinia in der Familie der Bromeliengewächse (Bromeliaceae). Sie gilt als einzige fleischfressende Pflanze (karnivore Pflanze) unter den Bromelienarten. Sie ist ein Endemit südlich des Orinoko in der Gran Sabana auf den Gipfeln einiger Tepuis im südlichen Venezuela und im nordwestlichen Guyana.

## Beschreibung

### Habitus
Wie alle Brocchinia-Arten wächst sie terrestrisch in dichten Polstern. Brocchinia reducta ist eine ausdauernde, krautige Pflanze, die mit Blütenstand Wuchshöhen von 30 bis 50 (maximal bis 60) cm erreichen kann. Sie bildet ein schwach ausgeprägtes Wurzelwerk. Es handelt sich um eine Trichterbromelie, auch Zisternenbromelie genannt, die Blätter stehen dicht gedrängt an einer gestauchten Sprossachse und bilden einen relativ wasserdichten, schmalen Trichter (die Zisterne), in denen sie aus Niederschlägen Wasser sammeln. Durch dieses gesammelte Wasser können sie Trockenzeiten überstehen und im Wasser gesammelte Nährstoffe werden über die Blätter aufgenommen.

### Blatt
Die glattrandigen, gelblichen bis hellgrünen, länglich-linealischen Laubblätter sind bei einer Länge von bis zu 45 Zentimeter auf halber Länge etwa 5 Zentimeter breit. Sie stehen steif aufrecht, sind am Ende stumpf abgerundet und besitzen eine Stachelspitze, ihre Oberfläche ist glatt.

### Blütenstand, Blüten und Frucht
Der aufrecht im Zentrum der Blattrosette stehende Blütenstandsschaft ist schlank, länglich rund, bis zu 60 Zentimeter hoch und an ihm befinden sich mehrere kleine, eiförmige Hochblätter (Brakteen). Der traubige Blütenstand ist locker verzweigt.
Die kurz gestielten Blüten sind radiärsymmetrisch, dreizählig und knapp 5 Millimeter lang. Die drei Kronblätter sind weiß.
Die zylinderförmigen Kapselfrüchte enthalten viele längliche, flugfähige Samen.

## Ökologie

### Lebensgemeinschaften

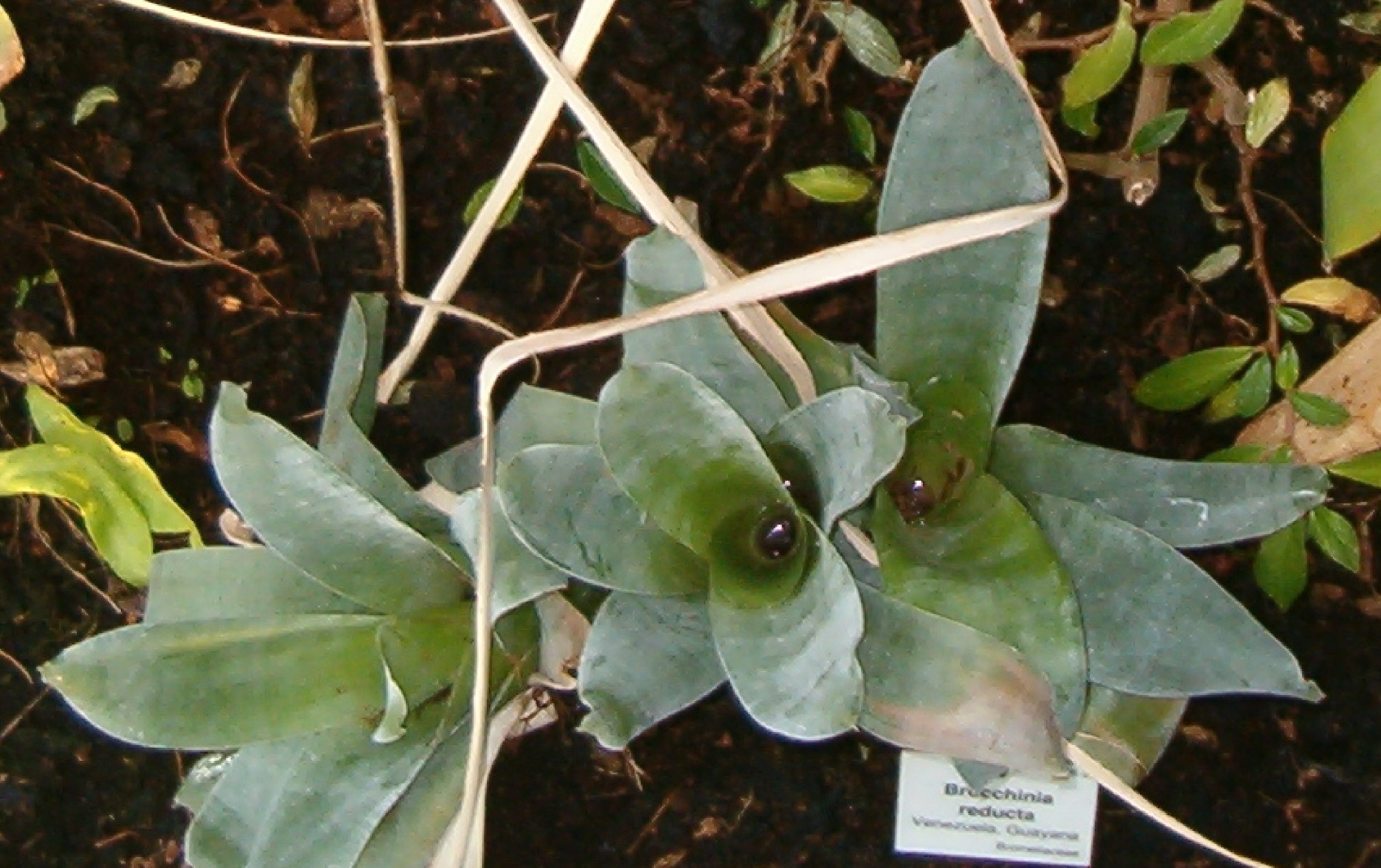
Brocchinia reducta: Blick von oben in die Blatttrichter. Deutlich zu sehen die Stachelspitze am Ende der glattrandigen Blätter.

Die Trichter von Bromelien sind auch ein Lebensraum für andere Organismen. Lebewesen wie Algen, Protozooen und Mückenlarven finden hier ihren Lebensraum. Als Kommensalen finden sich Spinnen, die ihre Netze in die Röhrenöffnung hineinweben und so von der Pflanze angezogene Beute fangen. In ihren Trichtern von Brocchinia reducta findet sich gelegentlich als aquatischer Epiphyt Utricularia humboldtii, die größte aller Wasserschlaucharten, eine einzigartige Kombination, in der die Falle einer karnivoren Pflanze zum Habitat einer weiteren karnivoren Pflanzenart geworden ist. Die abgestorbenen Organismen und die Ausscheidungen der Tiere, die im Wasservorrat der Trichterbromelien leben, werden in pflanzenverfügbare Nährstoffe umgewandelt und mit Hilfe von Saugschuppen über die Blätter aufgenommen.

### Karnivorie
Brocchinia reducta hat sich als einzige Bromelienart zu einer fleischfressenden Pflanze (karnivore Pflanze) entwickelt.
In die röhrenförmigen Zisternen, in denen sich Wasser sammelt, werden durch Drüsen an der Blattbasis Substanzen ausgeschieden, bei großen Pflanzen können bis zu zwei Liter Flüssigkeit enthalten sein. Zur Anlockung von Insekten dient der schwache Duft der Flüssigkeit selbst (der sich im Alter verliert), der Geruch von verrottendem Pflanzenmaterial, das sich im Trichter ansammelt, sowie eine besondere Art Mimikry: Ihr UV-Muster, eine für Insekten, aber nicht für Menschen sichtbare, ultraviolette Zeichnung des Blattes ist identisch mit dem des Sumpfkrugs, einer Karnivore, die zur Anlockung von Beute Nektar ausscheidet und mit der die Art sich häufig die Standorte teilt und um Beute konkurriert.
Oberhalb des Zisternenbereichs sind die Blätter der Pflanzen mit Drüsen versehen, die ein Wachs absondern. Dieses Wachs ist in zweierlei Hinsicht wichtig für den Beutefang: Zum einen dient es als Beschichtung, welche die Blätter glatt macht. Ein Insekt, das auf ihnen landet, rutscht unweigerlich in das Trichterinnere der Pflanze. Zugleich aber haftet das Wachs auch an den Beinen der Insekten und verklebt diese, wodurch die Beute an einer Flucht gehindert wird. Zu ebendiesem Zweck befindet sich im unteren Teil der Blätter auch zusätzlich noch eine abwärtsgerichtete Behaarung. Die gefangenen Tiere setzen sich meistenteils aus Feuerameisen, aber auch Fliegen, Milben, Mücken, Springschwänzen, Käfern, Spinnen, Wespen und Bienen zusammen. Dabei differieren die Beutemengen und -spektren kleiner und großer Individuen signifikant, kleinere Exemplare fangen mehr und vielfältigere Beute.
Lange wurde angenommen, dass trotz dieser relativ komplexen Fangvorrichtung Brocchinia reducta ihre Beute nicht durch selbst produzierte Enzyme verdaut, sondern die Verdauung in der extrem sauren Flüssigkeit (pH 2,8 bis 3) (wie bei einigen anderen Präkarnivoren auch) durch besondere, in der Zisternenflüssigkeit lebende Bakterienkulturen durchgeführt würde. 2005 wurde jedoch durch Bartosz Płachno von der Universität Krakau Phosphatase-Aktivität in den Verdauungsdrüsen von Brocchinia reducta nachgewiesen, sodass diese Art als karnivor im strengen Sinne anzusehen ist. Die durch die Auflösung der Beute freigesetzten und in pflanzenverfügbare Ionen umgewandelten Nährstoffe werden anschließend durch die Saugschuppen ins Blatt aufgenommen.

## Verbreitung

Verbreitungsgebiet

Brocchinia reducta ist endemisch südlich des Orinoko in der Gran Sabana, einer venezolanischen Weißsandsavanne und auf den Gipfeln einiger Tepuis im Süden Venezuelas und im Nordwesten Guyanas in Höhenlagen von 500 bis 2900 Meter.

### Klima im Verbreitungsgebiet
An den Klimadaten lässt sich gut erkennen, dass es von Mitte November bis Anfang März eine Trockenzeit gibt, obwohl die Gesamtniederschläge mit etwa 1600 mm relativ hoch sind.
Anzumerken ist allerdings, dass sich die klimatischen Verhältnisse auf den Tepuis drastisch von denen hier in der Ebene gemessenen unterscheiden. Dort sind vor allem die Temperaturunterschiede zwischen Tag und Nacht ausgeprägter, die Temperaturen sind im Allgemeinen niedriger, die Sonneneinstrahlung ist höher und durch konstanten Nebel und Regen ist es nasser als in der Ebene, wenn auch Niederschlagswasser nicht gespeichert wird, weil kaum Boden vorhanden ist und das Wasser sofort oberirdisch abläuft.
| Santa Elena de Uairen | Santa Elena de Uairen | Santa Elena de Uairen | Santa Elena de Uairen | Santa Elena de Uairen | Santa Elena de Uairen | Santa Elena de Uairen | Santa Elena de Uairen | Santa Elena de Uairen | Santa Elena de Uairen | Santa Elena de Uairen | Santa Elena de Uairen | Santa Elena de Uairen | Santa Elena de Uairen |
| --------------------- | --------------------- | --------------------- | --------------------- | --------------------- | --------------------- | --------------------- | --------------------- | --------------------- | --------------------- | --------------------- | --------------------- | --------------------- | --------------------- |
| Monat                 | Januar                | Februar               | März                  | April                 | Mai                   | Juni                  | Juli                  | August                | September             | Oktober               | November              | Dezember              | Jahr                  |
| [mm]                  | 64                    | 45                    | 90                    | 171                   | 203                   | 252                   | 219                   | 163                   | 95                    | 103                   | 119                   | 84                    | 1608                  |
| [° C]                 | 21,5                  | 21,9                  | 22,3                  | 22,1                  | 21,5                  | 21,0                  | 20,8                  | 20,9                  | 21,2                  | 21,4                  | 21,6                  | 21,2                  | 21,5                  |

## Standortbeschreibung
Brocchinia reducta besiedelt sandige, sehr saure und äußerst nährstoffarme Standorte (Habitate), deshalb ist sie wie fast alle Pflanzenarten in solchen Habitaten darauf angewiesen, zusätzliche Nährstoffquellen zu haben.
Es sind zum einen offene Standorte der Ebene in sandigen Sümpfen, zum anderen sind sie auf einigen Tepuis zu finden. Dort kommt sie häufig gemeinsam mit den Sumpfkrugarten Heliamphora heterodoxa und Heliamphora nutans, sowie Sonnentau-Arten, Reusenfallen und Wasserschläuchen vor. Die Standorte sind so gut wie nie von größeren Pflanzen (Sträucher oder Bäumen) beschattet.